# Canton de Vesoul-Ouest
Pour les articles homonymes, voir Canton de Vesoul (homonymie).
Le canton de Vesoul-Ouest est un ancien canton français situé dans le département de la Haute-Saône et la région Franche-Comté. Il exista de 1973 à 2014.
Le canton de Vesoul-Ouest était composé de 12 communes et des quartiers sud de Vesoul. En 2015, il a été remplacé par le canton de Vesoul-1.

## Représentation
| Période | Période           | Identité           | Étiquette     | Qualité |
| ------- | ----------------- | ------------------ | ------------- | --- |
| 1973    | 1979              | Pierre Chantelat   | RI pui UDF-PR | Pharmacien Maire de Vesoul (1977-1989) Député (1978-1981)                                                              |
| 1979    | 1985              | Claude Charpentier | PS            | Enseignant Adjoint au maire de Vesoul Président du District urbain de Vesoul Conseiller régional                       |
| 1985    | 1992              | Pierre Chantelat   | UDF           | Président du conseil régional (1988-1998) Maire de Vesoul (1977-1989) Député (1978-1981 et 1986-1988)                  |
| 1992    | 2002              | Alain Joyandet     | RPR           | Editeur Maire de Vesoul (1995-2012) Sénateur (1995-2002) Député (2002-2008 et 2010-2012) Secrétaire d'État (2008-2010) |
| 2002    | 2004              | Alain Chrétien     | UMP           | Cadre du secteur public Adjoint au maire de Vesoul                                                                     |
| 2004    | 2005 (annulation) | Martine Silvain    | PS            | Enseignante Conseillère municipale de Vesoul                                                                           |
| 2005    | 2012              | Alain Chrétien     | UMP           | Adjoint au maire de Vesoul puis maire de Vesoul (depuis 2012) Député (2012-2017)                                       |
| 2012    | 2015              | Sylvie Manière     | UMP           | Infirmière-formatrice Conseillère municipale de Montigny-lès-Vesoul Elue en 2015 dans le Canton de Vesoul-1            |

## Composition
| Fresne Scey Dampierre Champlitte Champagney Faucogney Lux St-Sauveur Mélisey Rioz Marnay Gy Autrey Gray Montbozon Saulx Port-s-Saône Combeauf. Vitrey Jussey Vauvillers St-Loup Amance Lure-Nord Lure-Sud Villersexel V.E. V.O. Noroy H.O. H.E. Pesmes |

| Nom                 | Code Insee | Intercommunalité | Population (dernière pop. légale)              |
| ------------------- | ---------- | ---------------- | ---------------------------------------------- |
| Vesoul (chef-lieu)  | 70550      | CA de Vesoul     | Fraction : 6 338(2012) Commune : 15 212 (2014) |
| Andelarre           | 70019      | CA de Vesoul     | 131 (2014)                                     |
| Andelarrot          | 70020      | CA de Vesoul     | 235 (2014)                                     |
| Chariez             | 70134      | CA de Vesoul     | 217 (2014)                                     |
| Charmoille          | 70136      | CA de Vesoul     | 470 (2014)                                     |
| Échenoz-la-Méline   | 70207      | CA de Vesoul     | 3 203 (2014)                                   |
| Montigny-lès-Vesoul | 70363      | CA de Vesoul     | 666 (2014)                                     |
| Mont-le-Vernois     | 70367      | CA de Vesoul     | 164 (2014)                                     |
| Noidans-lès-Vesoul  | 70388      | CA de Vesoul     | 2 030 (2014)                                   |
| Pusey               | 70428      | CA de Vesoul     | 1 503 (2014)                                   |
| Pusy-et-Épenoux     | 70429      | CA de Vesoul     | 549 (2014)                                     |
| Vaivre-et-Montoille | 70513      | CA de Vesoul     | 2 406 (2014)                                   |

## Démographie
| 1975 | 1982 | 1990   | 1999   | 2006   | 2011   | 2012   |
| ---- | ---- | ------ | ------ | ------ | ------ | ------ |
| -    | -    | 16 654 | 17 658 | 17 788 | 17 691 | 17 766 |